# António Egas Moniz
António Caetano de Abreu Freire Egas Moniz (Avanca, 29 de noviembre de 1874-Lisboa, 13 de diciembre de 1955) fue un psiquiatra y muy destacado neurocirujano portugués, inventor de la lobotomía y de la angiografía. Fue el primer presidente de la Sociedad Luso-Española de Neurocirugía, la segunda en el mundo, después de la estadounidense.
Si bien en los años 1930 se le veía como candidato al Premio Nobel por su invención de la angiografía, no fue hasta 1949 cuando Moniz recibió el Premio Nobel de Fisiología o Medicina (fue el primer portugués en ganar un Nobel) junto con el neurólogo suizo Walter Rudolf Hess, por otra contribución:  "por el descubrimiento del valor terapéutico de la lobotomía en determinadas psicosis". El Banco de Portugal conmemoró esta efeméride dedicándole la emisión del billete de 10.000 escudos el 12 de enero de 1989.

## Biografía
Nació con el nombre de António Caetano de Abreu Freire en el seno de una familia aristocrática rural. Su padre Fernando de Pina Resende de Abreu Freire (nacido el 15 de abril de 1828) y su madre María do Rosário Oliveira de Almeida e Sousa (nacida el 19 de junio de 1840). Su tío y padrino, el sacerdote Caetano de Pina Resende Abreu Sá Freire, insistiría para que al apellido se le agregara Egas Moniz, en virtud de que la familia descendía en línea directa de Egas Moniz (1080-1146), el ayo del rey Alfonso I de Portugal (1109-1185). En 1902 se casó con Elvira de Macedo Dias. Fue ministro de Asuntos Extranjeros de Portugal en tres ocasiones entre 1918 y 1919.
Durante su prolífica carrera, Egas Moniz fue responsable de importantes avances en Medicina, como la invención de la arteriografía o angiografía cerebral. A partir de 1935, Egas Moniz enfocó sus estudios en el desarrollo de terapias contra enfermedades mentales como la esquizofrenia. Sus estudios sobre la leucotomía posibilitaron la posterior introducción de la lobotomía prefrontal, dando así comienzo a la rama de la psicocirugía. La era de la lobotomía ahora se observa generalmente como episodio bárbaro en la historia psiquiátrica. La última lobotomía legal se practicó en 1967.
Durante su carrera, Egas Moniz fue nominado hasta 5 veces al Premio Nobel de Fisiología y Medicina, siendo finalmente laureado en 1949, junto con el médico suizo Walter Rudolf Hess, por su "descubrimiento del valor terapéutico de la lobotomía en el tratamiento de ciertas formas de psicosis". 
En 1938, un paciente psiquiátrico al que atendía le disparó ocho tiros, dejándolo paralítico de por vida. El paciente adujo vagamente que el doctor no le estaba dando los medicamentos adecuados para su enfermedad.

## Importantes publicaciones
Sus más importantes publicaciones son:
- Alterações anátomo-patológicas na difteria (Anatomo-pathologic changes in diphtheria), Coimbra,  1900.
- A vida sexual (fisiologia e patologia) (Physiological and  pathological aspects of sex life), 19 editions, Coimbra,  1901.
- A neurologia na guerra (Neurology in war), Lisboa,  1917.
- Um ano de política (A year of politics), Lisboa,  1920.
- Júlio Diniz e a sua obra (Júlio Dinis y su obra),  6 ediciones, Lisboa, 1924.
- O Padre Faria na história do hipnotismo (Abbé  Faria in the history of hypnotism), Lisboa, 1925.
- Diagnostic des tumeurs cérébrales et épreuve de  l'encéphalographie artérielle (Diagnostics of  cerebral tumours and application of arterial encephalography),  París, 1931.
- L'angiographie cérébrale, ses applications et résultats en anatomic, physiologie et clinique (Cerebral  angiography, its applications and results in anatomy, physiology,  and clinic), París, 1934.
- Tentatives opératoires dans le traitement de certaines  psychoses (Tentative methods in the treatment of certain  psychoses), Paris, 1936.
- La leucotomie préfrontale. Traitement chirurgical de  certaines psychoses (Prefrontal leucotomy. Surgical treatment  of certain psychoses), Turín, 1937.
- Clinica dell'angiografia cerebrale (Clinical cerebral  angiography), Turín, 1938.
- Die cerebrale Arteriographie und Phlebographie (Cerebral  arteriography and phlebography), Berlín, 1940.
- Ao lado da medicina (On the side of medicine), Lisboa,  1940.
- Trombosis y otras obstrucciones de las carótidas  (Thrombosis and other obstructions of the carotids), Barcelona,  1941.
- História das cartas de jogar (History of playing-cards), Lisboa, 1942.
- Como cheguei a realizar a leucotomia pré-frontal (How  I came to perform leucotomy), Lisboa, 1948.
- Die präfrontale Leukotomie (Prefrontal leucotomy),  Archiv für Psychiatrie und Nervenkrankheiten, 1949.